# Armes nucléaires en Corée du Nord
Les armes nucléaires en Corée du Nord désignent les essais nucléaires et l'ensemble des forces et des capacités nucléaires de la république populaire démocratique de Corée. Ils sont un sujet diplomatique particulièrement tendu, notamment entre la Corée du Sud, le Japon et les États-Unis. La Corée du Nord est partie prenante du Traité sur la non-prolifération des armes nucléaires (TNP) jusqu'au 10 janvier 2003 où elle se retire après avoir été accusée de mener un programme clandestin depuis au moins 1989. Après plusieurs cycles de négociations comprenant la Corée du Sud, le Japon, les États-Unis, la Russie et la Chine, la Corée du Nord a plus ou moins montré des signes d'apaisement dans sa volonté d'acquérir l'arme nucléaire. Mais finalement, elle procède à un essai nucléaire le 9 octobre 2006 et à un second, plus puissant et sans ambiguïté sur sa nature, le 25 mai 2009,. Le troisième essai de bombe atomique a lieu le 12 février 2013 et le 6 janvier 2016 un autre essai utilisant, selon la Corée du Nord qui laisse sceptique une majorité de spécialistes, une bombe à hydrogène. Un cinquième tir a lieu dans la nuit du 8 au 9 septembre 2016. Le dernier essai nucléaire a été effectué le 3 septembre 2017. Le 28 novembre 2017, après avoir testé un missile balistique qui aurait parcouru environ 1 000 km avant de s'abîmer en mer, la Corée du Nord affirme être devenue un État nucléaire capable de frapper les États-Unis. Le pays consacrerait annuellement 670 millions de dollars pour son programme nucléaire.
La communauté internationale alourdit régulièrement les sanctions en conséquence du développement du programme nucléaire nord-coréen. La Corée du Nord développe également un programme de missiles balistiques pouvant servir de vecteur à l'arme nucléaire. Certains analystes voient dans ce programme une façon pour la Corée du Nord d'extorquer des garanties de sécurité, ainsi qu'une aide économique et matérielle,. Pour d'autres, il s'agirait de se prémunir contre les États-Unis, la Corée du Nord étant depuis les années 1950 constamment sous la menace des bombes nucléaires américaines déployées en Corée du Sud.
Les États-Unis mènent une cyberguerre contre la Corée du Nord afin d'affecter et de perturber son programme nucléaire. Ce type d'actions est toutefois controversé : selon l'historien américain Bruce Cumings, si la Corée du Nord recourait elle aussi à ces méthodes contre les États-Unis, cela serait considéré comme un acte de guerre.

## Histoire
Le programme atomique nord-coréen a suivi quatre phases :
- Années 1950 : initiation par les Soviétiques
- Années 1960-1970 : obtention de savoir faire et de technologie de manière détournée
- Années 1970-1990 : création progressive d’une filière indépendante
- Années 1990-2020 : maturation du programme[13]

### Prémices

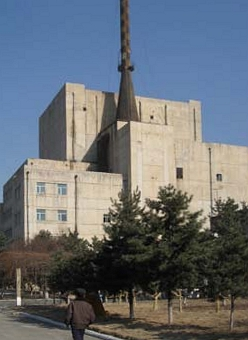
Le réacteur de Yongbyon qui a fourni le combustible utilisé pour les armes nucléaires.

Dès la guerre de Corée qui opposa les Nord-Coréens, soutenus par l'URSS et la Chine, aux Sud-Coréens, soutenus par des troupes de l'ONU, le dirigeant de ces-dernières, le général américain Douglas MacArthur, propose d'utiliser l'arme atomique contre la Corée du Nord. À partir de 1958, dans le contexte de la guerre froide et des relations inter-Coréennes très tendues, les États-Unis installent des armes dotées de têtes nucléaires en Corée du Sud tournées vers la Corée du Nord, dont des missiles de croisière Matador, le stock ayant eu un maximum de 950 ogives.
À la fin des années 1970, sous l'administration de Jimmy Carter, les armes atomiques commencent à être retirées de la Corée du Sud. Ce retrait est terminé en décembre 1991 sous l'administration de George H. W. Bush, dans le cadre des initiatives visant à rapatrier ces armes outre-mer. Cependant environ 30 000 soldats américains restent stationnés dans le pays.
Selon Jeong Se-hyun (en), ministre sud-coréen de l’unification entre 2002 et 2004, les États-Unis ont joué un rôle essentiel dans la mise en place du programme nucléaire nord-coréen. En janvier 1992, Kim Il-sung, alors dirigeant de la Corée du Nord, envoya son propre secrétaire au siège de l’ONU à New York pour une rencontre secrète avec un délégué américain. L'ambassadeur nord-coréen était alors porteur d’un seul message : “Nous renonçons à réclamer le retrait des troupes américaines du Sud ; en contrepartie, vous garantissez que vous ne remettrez pas en cause l’existence de notre pays.” George H. W. Bush, président des États-Unis, répondra à l’offre nord-coréenne par le silence. C’est à ce moment que Kim Il-sung lança sa politique de nucléaire militaire, convaincu que Washington souhaitait rayer son pays de la carte.
Ce sont donc les menaces américaines qui ont vraisemblablement incité la Corée du Nord à se doter de l'arme nucléaire,.

### Révélation du programme clandestin
La première installation de recherche nucléaire en Corée du Nord remonte à 1965 avec la fourniture par l'Union soviétique d'un réacteur de recherche qui est installé à Yongbyon. La fourniture de la matière fissile est assurée par la Corée du Nord elle-même qui dispose de gisements d'uranium.
Au milieu des années 1970, un second réacteur est construit, la Corée du Nord n'acceptera en 1977 que l'inspection du premier réacteur par les inspecteurs de l'Agence internationale de l'énergie atomique (AIEA). Ce n'est qu'en 1980 que le programme clandestin d'obtention de l'arme nucléaire commence vraiment.
En 1985, la Corée du Nord signe le Traité de non-prolifération nucléaire (TNP) et la même année les services de renseignement américains découvrent la construction d'un troisième réacteur.
En 1990 grâce à des photos satellites, les États-Unis font état d'une nouvelle installation. Sous la pression diplomatique, la Corée du Nord accepte de signer un accord avec l'AIEA permettant l'inspection des installations nucléaires. Six inspections de l'AIEA sont donc autorisées entre mai 1992 et janvier 1993. Cependant, la CIA et le Pentagone accusent toujours en janvier 1993 la Corée du Nord d'engager un programme clandestin. Or, la preuve de cette clandestinité fut en réalité l'extraction traditionnelle et légale de barres de plutonium de leurs installations nucléaires. À la suite de cela, deux installations ne peuvent être inspectées par l'AIEA.
Ce fait déclenche le retrait du TNP par la Corée du Nord le 10 janvier 2003 et une radicalisation de la crise diplomatique.

### Accord avec les États-Unis

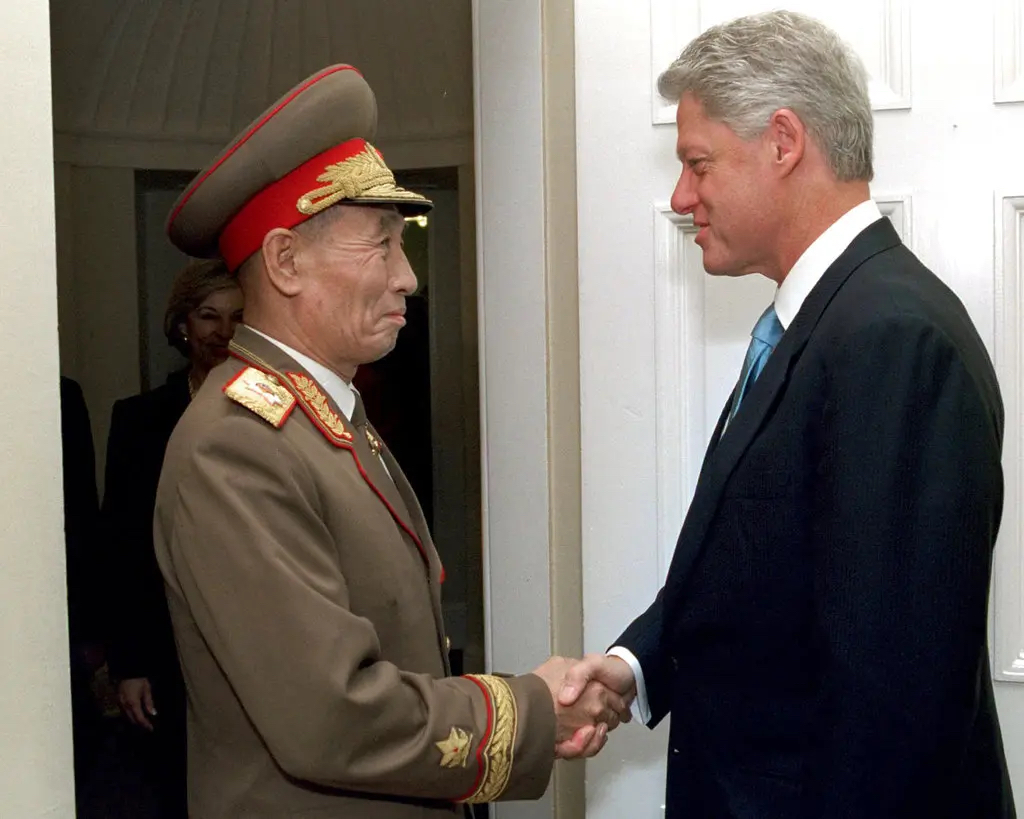

En 1994 l'administration de Bill Clinton déclare que si la Corée du Nord fabrique des armes nucléaires, elle n'exclut pas une intervention militaire. Interviewé le 3 avril 1994 par NBC-TV, le secrétaire d'État à la défense William Perry dit qu'« Il est concevable que les actions - américaines - puissent aller jusqu'à provoquer les Nord-Coréens dans le déclenchement d'une guerre et c'est un risque que nous acceptons de prendre ». Son prédécesseur Les Aspin avance que : « Notre objectif est centré sur la nécessité d'étendre notre pouvoir dans des régions vitales pour nos intérêts et de vaincre des puissances régionales potentiellement hostiles telle que la Corée du Nord et l'Irak ». En mai 1994, le sénateur républicain John McCain quant à lui, influent dans les affaires étrangères, préconise un bombardement de la centrale de Yongban en admettant que « cela pourrait libérer des radiations nucléaires ».
Le président Jimmy Carter part en juin 1994 pour la Corée du Nord négocier avec le président Kim Il-sung un arrêt complet du programme nucléaire nord-coréen. Ce dernier est officialisé en octobre 1994 et l'AIEA met sous scellé les barres de combustibles produites par les Nord-coréens.
L'administration de Bill Clinton commence alors à négocier avec la Corée du Nord un arrêt définitif de son programme en échange d'une aide économique. C'est dans ce contexte qu'est signé à Genève le 21 octobre 1994 l'accord-cadre entre les États-Unis et la Corée du Nord (Agreed Framework (en)). Cet accord prévoit l'arrêt et le démantèlement de son programme nucléaire militaire en échange d'une aide économique ainsi que de l'engagement de fournir à la Corée du Nord des centrales à eau légère qui ne peuvent être utilisées que pour le nucléaire civil. Pour les Nord-Coréens, le recours à l'énergie nucléaire devait officiellement permettre de pallier la crise énergétique, notamment après la fin des approvisionnements en pétrole soviétique à des conditions préférentielles, tandis que l'accès de tous les États au nucléaire civil constitue l'un des fondements du TNP. Toujours selon l'accord, la création des centrales doit être réalisée via l'Organisation de développement énergétique coréenne (KEDO) auquel participent plusieurs pays (les deux Corées, les États-Unis, le Japon, l'Union européenne, l'Australie et d'autres pays).
Pourtant, quand en 1997 la Corée du Nord demande son admission à la Banque asiatique de développement pour financer sa croissance, les États-Unis et le Japon y mettent leur véto. Pour l"historien Philippe Pons, « à peine la RPDC commença-t-elle à s'entrouvrir qu'elle se trouva isolée et étranglée par des sanctions internationales ». Les centrales à eau légère ne seront finalement jamais livrées.

### Poursuite du programme clandestin
L'arrivée au pouvoir de George W. Bush en 2000 condamne toute possibilité de concrétisation de l'accord-cadre de 1994. Selon le spécialiste américain de la Corée du Nord John Feffer, « les forts soupçons que les néo-conservateurs ont toujours nourris vis-à-vis de la détente, ou « engagement » dans le jargon d'aujourd'hui, expliquent beaucoup de choses sur la politique américaine actuelle (en 2006) envers la Corée du Nord. La méfiance vis-à-vis des traités sur le contrôle des armements signés avec l'Union soviétique dans les années 1970 trouve son parallèle dans le rejet de l'accord-cadre de 1994, qui a gelé les capacités nucléaires de la Corée du Nord en échange d'incitations économiques et politiques que les partisans américains de la ligne dure furent finalement réticents à fournir. La croyance en un renforcement de l'Union soviétique dû à l'extension des relations commerciales, comme la peur que le commerce ait pareillement profité à la Chine, se traduit aujourd'hui par une réticence similaire à s'engager économiquement avec la Corée du Nord ».
Le fait est que l’un des États les plus pauvres d'Extrême-Orient, prônant autant l'autarcie (idéologie de la Juche) que la mobilisation d'un quart de son PIB à la défense (idéologie du Songun), a pu développer finalement la bombe. La Corée du Nord subit de plus les triples conséquences des effets de son régime politique, de l’embargo international et des catastrophes naturelles. Ainsi donc, le pays n'aurait financièrement pas les moyens de consacrer des ressources à un programme nucléaire et balistique. Pour Nicolas Ténèze, docteur en science politique, le programme atomique militaire nord-coréen ne peut être qu'une sous-traitance du programme de la Chine populaire, laquelle souhaitent optimiser son arsenal tout en contournant le TNP, que Pékin signe en 1992. Dès lors, en secret, la Chine fournirait à la Corée du Nord de quoi réaliser des essais nucléaires de faible puissance, afin de concevoir des mini-nukes. L'analyse expliquerait pourquoi les pressions chinoises sur son voisin relèveraient uniquement de la posture diplomatique.
Selon le sous-secrétaire d'État James Kelly et son assistant J. Pritchard, Kang Suk-ju, vice-ministre nord-coréen des affaires étrangères, leur aurait avoué l'existence d'un tel programme, lors de sa visite d'octobre 2002 à Pyongyang. Bien que cet « aveu » ait été nié par la Corée du Nord et que d'autres membres de la délégation américaine aient insisté sur une surinterprétation de M. Kelly, les États-Unis ont décidé de suspendre officiellement leurs engagements pris lors de l'accord-cadre de 1994. Pour justifier la suppression de l'accord, l'administration Bush fait également « fuiter » (l'opinion publique étant alors marquée par les attentats du 11 septembre 2001) de fausses informations suggérant un financement du terrorisme par la Corée du Nord.

### Programme nucléaire clandestin et retrait du TNP
Accusée par les États-Unis de poursuivre un programme clandestin d'enrichissement de l'uranium, la Corée du Nord a décidé d'expulser les inspecteurs de l'Agence internationale de l'énergie atomique en décembre 2002 et de se retirer du traité de non-prolifération nucléaire en janvier 2003. En effet, la Corée du Nord niait la conduite d'un tel programme d'enrichissement d'uranium, tout en reconnaissant mener un programme d'enrichissement à base de plutonium dans la ville de Yongbyon.
Cependant, l'audition par le Congrès américain du responsable des renseignements américains en Corée du Nord, M. Joseph deTrani, en février 2007, a mis en doute l'existence d'un tel programme clandestin d'enrichissement de l'uranium. David Albright, président de l'Institut pour la science et la sécurité internationale (ISSI) et ancien inspecteur de l'ONU, a fait une comparaison avec les informations des services de renseignements américains sur l'Irak, à la veille du conflit : les services secrets américains affirmaient que l'Irak détenait des armes de destruction massive, avant que cette information ne soit remise en cause. Comme pour l'Irak, les affirmations des services secrets américains se fondaient largement sur l'achat de milliers de tubes d'aluminium, supposées servir à la construction de centrifugeuses.
Finalement, le 13 mai 2009, la Corée du Nord annonce officiellement qu'elle allait commencer à enrichir de l'uranium.

### Justifications de son «droit à détenir» l'arme nucléaire
La Corée du Nord a toutefois justifié la possibilité de détenir l'arme nucléaire comme une arme de dissuasion vis-à-vis des États-Unis ; en contrepartie de l'abandon de tout programme nucléaire militaire, elle demande le retrait des troupes américaines de Corée du Sud et des garanties de sécurité contre une éventuelle agression américaine.
La Corée du Nord demande également le retrait des armes nucléaires que détiendraient les États-Unis en Corée du Sud alors que ceux-ci nient que de telles armes sont stationnées en Corée depuis le retrait global des armes nucléaires tactiques de l'inventaire en 1992.
Selon la journaliste Martine Bulard, la Corée du Nord est persuadée d’être une cible potentielle des États-Unis et justifie pour cette raison son programme nucléaire : « Faute de cette arme redoutable, explique-t-elle à qui veut l'entendre, l'Irak a été détruit par les États-Unis, qui se sont d'ailleurs passés de l'aval onusien. Quant à la Libye, elle avait renoncé en 2003 à son programme d’armement nucléaire contre la promesse de rejoindre les nations respectées ».

### Cycles de négociation multilatérale
La crise ouverte en 2002 sur le nucléaire nord-coréen a entraîné plusieurs cycles de négociations à six parties (Corée du Nord, Corée du Sud, États-Unis, république populaire de Chine, Japon, Russie).
À l'issue du dernier cycle de négociations à six lors de la conférence de Pékin, à la fin de l'été 2005, la Corée du Nord a accepté de renoncer à l'arme atomique le 19 septembre 2005 sous réserve, d'une part, que la communauté internationale autorise son programme de nucléaire civil afin de réduire sa dépendance énergétique, et d'autre part qu'elle dispose de garanties de sécurité pour prévenir une attaque américaine à son encontre.
La mise en œuvre de l'accord, formulé en termes généraux, a buté sur des difficultés d'interprétation et, plus fondamentalement, sur des objectifs divergents des différentes parties à la conférence de Pékin : si la Corée du Sud, les États-Unis, le Japon, la Chine et la Russie ne souhaitent pas que la Corée du Nord soit une puissance nucléaire, seuls les États-Unis poursuivent l'objectif d'un changement de régime à Pyongyang (alors que le Japon et la Corée du Sud craignent la déstabilisation régionale qui résulterait d'un tel changement politique en Corée du Nord). De ce point de vue, la question nucléaire coréenne apparaît, pour les Américains, comme un argument parmi d'autres (les droits de l'homme, les trafics dont Washington accuse Pyongyang malgré les démentis de la Corée du Nord qui tire argument du manque de preuves tangibles) pour faire chuter le régime de Pyongyang. Les sanctions financières américaines contre la Corée du Nord, depuis la fin de l'année 2005, s'inscrivent dans une même logique de rapport de force.
En déplacement à Tokyo le 18 mai 2006, Kofi Annan, secrétaire général des Nations unies, a appelé à « poursuivre les négociations pour convaincre Téhéran et Pyongyang de renoncer à leurs programmes nucléaires ». Cette prise de position est intervenue à la suite d'une proposition de la Corée du Nord de rouvrir les négociations, en recourant à une médiation norvégienne. L'ambassadeur nord-coréen en Europe du Nord Jon In-chan, au cours d'un entretien accordé au printemps 2006 au quotidien norvégien Verdens Gang, a ainsi suggéré que la Norvège agisse comme intermédiaire entre la Corée du Nord et les États-Unis dans de futures négociations. Tandis que les responsables norvégiens ont accueilli favorablement cette proposition, les États-Unis ont préféré réserver leurs commentaires.

## Échec de la conférence de révision du TNP
La non-résolution de la question nucléaire en Corée est intervenue dans un contexte d'échec de la conférence de révision du traité de non-prolifération nucléaire (TNP), en mai 2005, laquelle a incombé en premier lieu aux États-Unis selon l'ancien président américain Jimmy Carter : « Les États-Unis sont les principaux coupables de l'affaiblissement du TNP. Alors qu'ils se présentaient comme protégeant le monde des menaces de prolifération en Iraq, Libye, Iran et Corée du Nord (…) ils renonçaient aussi aux promesses du passé et menacent maintenant d'utiliser en premier des armes atomiques contre des États non nucléaires ».

## Essai nucléaire de 2006

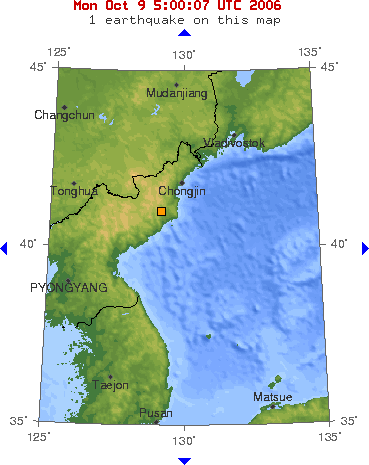
Site de l'essai nucléaire du 9 octobre 2006

La tension monte d'un cran lors de la crise des missiles nord-coréens de juillet 2006 quand la Corée du Nord procède entre 7 et 10 tirs de missiles balistiques, dont 1 missile balistique intercontinental de type « Taepodong-2 » d'une portée théorique de 3 500 à 6 700 km susceptible d'atteindre les territoires américains d'Hawaii et de l'Alaska en contradiction avec ses engagements antérieurs.
La crise a atteint un nouveau palier critique avec l'annonce officielle par la Corée du Nord d'un essai nucléaire de faible puissance le lundi 9 octobre 2006 à 10h36 (heure locale) sur le site de Hwadaeri, près de Kilju, à 100 km de la frontière chinoise dans ce qui appelé, en 2018, le site d'essais nucléaires de Punggye-ri. Cet essai a été dénoncé par toute la communauté internationale, y compris par la république populaire de Chine, principal partenaire commercial de la Corée du Nord. La résolution 1718 du Conseil de sécurité des Nations unies imposa des sanctions.
Selon les services de renseignement sud-coréens, la Corée du Nord disposerait de 40 kilogrammes de plutonium ce qui lui permettrait de réaliser sept bombes atomiques.
Après l'essai nucléaire nord-coréen du 9 octobre 2006, la Corée du Nord ne fait toutefois plus de la levée des sanctions un préalable à la reprise des négociations sur le nucléaire, mais demande une discussion préliminaire sur ce point dans le cadre de ces négociations à six qui ont repris le 18 décembre 2006,.

## Accord de Pékin de 2007

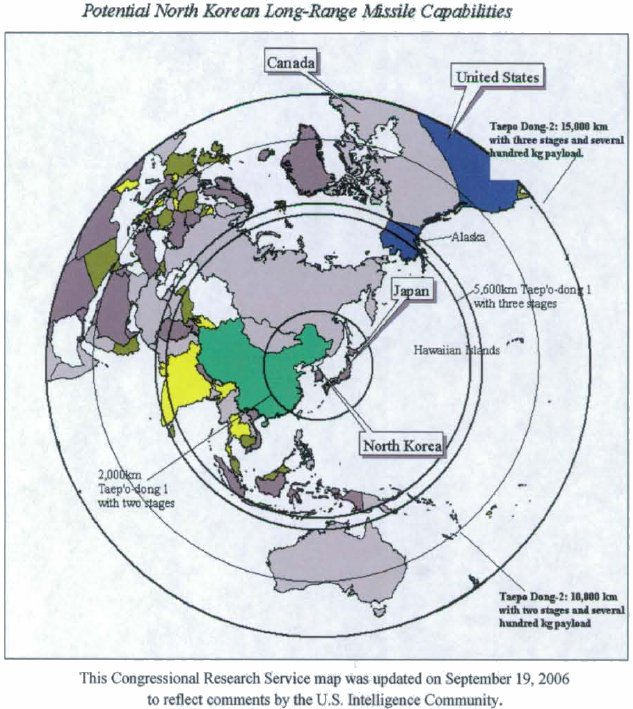
Portée estimée des programmes de missiles balistiques nord-coréens dans les années 2000.

### Contenu
Après l'essai nucléaire du 9 octobre 2006, une nouvelle session de pourparlers à six parties s'est tenue à Pékin du 8 au 13 février 2007.
À l'issue de ces discussions, il a été convenu, selon l'agence nord-coréenne KCNA, la « suspension temporaire des activités des installations nucléaires de la république populaire démocratique de Corée » (RPDC), en contrepartie d'une aide économique et énergétique équivalent à un million de tonnes de pétrole brut.
Aux termes d'une déclaration conjointe signée entre les différents participants, une première livraison de 50 000 tonnes de pétrole brut doit intervenir dans un délai de 60 jours. Toujours selon les termes de cette déclaration conjointe, la Corée du Nord doit inviter du personnel spécialisé de l'Agence Internationale de l'Énergie Atomique (AIEA) pour exécuter les vérifications et les contrôles nécessaires des installations nucléaires de Yongbyon.
Par ailleurs, selon une déclaration conjointe américano-nord-coréenne publiée le 13 février 2007 à l'issue de cette même session de pourparlers, « La RPDC et les États-Unis commenceront des négociations bilatérales visant à résoudre les problèmes en cours et à progresser vers des relations diplomatiques complètes ». Selon les observateurs étrangers, les États-Unis envisageraient la levée des sanctions financières qu'ils ont prises à l'égard de la RPDC en contrepartie de la fermeture du réacteur nucléaire de Yongbyon.
En outre, toujours selon l'agence chinoise Xinhua, « la RPDC et le Japon vont également entamer des pourparlers bilatéraux destinés à adopter les étapes nécessaires afin de normaliser leurs relations ».
Si le ministère français des affaires étrangères a déclaré « se réjouir » de l'accord signé le 13 février, il n'a en revanche pas annoncé officiellement, contrairement aux États-Unis et au Japon, l'ouverture de négociations bilatérales en vue de la normalisation des relations diplomatiques de la France avec la RPDC, ni fait état d'une participation française aux mesures d'aide économique mentionnées dans l'accord (voir aussi l'article détaillé sur les relations entre la Corée du Nord et la France).

### Suites de l'accord: la fermeture temporaire du site de Yongbyon

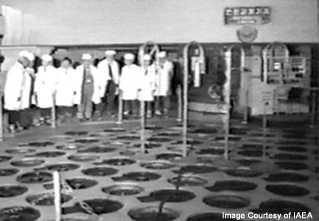
Photo de l'intérieur de la centrale de Yongbyon.

Une nouvelle phase de négociations s'est ouverte à Pékin le 19 mars 2007.
Le négociateur nord-coréen Kim Gye-gwan a demandé la levée de l'ensemble des mesures de restriction américaines pesant sur les fonds nord-coréens détenus par la Banco Delta Asia (BDA) comme préalable à la fermeture des installations nucléaires de Yongbyon. Un accord est intervenu en ce sens le 19 mars 2007 : les fonds nord-coréens détenus par la BDA seraient restitués à Pyongyang par l'intermédiaire d'une banque chinoise, mais l'interdiction pour les institutions financières américaines de traiter avec la BDA serait maintenue.
Toutefois, le transfert des fonds de la BDA à la Corée du Nord s'est heurté à des problèmes techniques et n'a été opéré qu'après plus de trois mois de discussion, en juin 2007. La restitution de ce fonds a levé le principal obstacle à la mise en œuvre de l'accord du 13 février 2007. Fin juin 2007, le retour des inspecteurs de l'AIEA à Pyongyang a ouvert la voie, dans un premier temps, à la fermeture du réacteur nucléaire de Yongbyon. Dans un second temps, la désactivation du réacteur serait conduite conjointement à celle de l'ensemble des programmes nucléaires militaires nord-coréens.
Le directeur général de l'AIEA a déclaré, le 18 juillet 2007, que les inspecteurs de l'Agence avaient constaté la fermeture de la totalité des cinq installations du site de Yongbyon. Parallèlement s'est ouvert à Pékin un nouveau cycle de négociations à six sur le nucléaire nord-coréen.

### Normalisation des relations avec l'AIEA
Après l'accord conclu à Pékin le 13 février 2007, Mohamed ElBaradei, directeur général de l'Agence internationale de l'énergie atomique (AIEA), a été invité à Pyongyang. À l'issue de sa visite, il a déclaré, le 14 mars 2007, que les discussions avaient été « tout à fait utiles » et que les autorités nord-coréennes avaient « réitéré leur engagement à la dénucléarisation de la péninsule coréenne ». Selon Mohamed ElBaradei, sa visite ouvre la voie à une normalisation des relations entre l'AIEA et la Corée du Nord.
Les inspecteurs de l'AIEA avaient quitté la Corée du Nord en décembre 2002, et la république populaire démocratique de Corée avait annoncé son retrait du traité de non-prolifération nucléaire en janvier 2003.

### Sixième session de pourparlers à six
Une nouvelle session de pourparlers à six s'est ouverte le 26 septembre 2007 à Pékin pour examiner les suites de la mise en œuvre de l'accord du 13 février.
Après que la Corée du Nord eut réaffirmé, dès juillet, son accord pour fournir une liste complète de ses programmes nucléaires et désactiver l'ensemble de ses installations, un calendrier a dû être établi.
Les 50 000 tonnes de fioul prévues dans l'accord du 13 février, après la fermeture de la centrale de Yongbyon, ont été fournies par la Corée du Sud. Par ailleurs, le président américain George W. Bush a donné son accord pour la fourniture, par les États-Unis, d'une aide énergétique d'un montant de 25 millions de dollars.
Les six parties ont annoncé, le 30 septembre 2007, être parvenues à un accord qui nécessitait toutefois l'accord des différents gouvernements avant d'être rendu public.
Aux termes de cet accord, la Corée du Nord s'engage à démanteler les trois réacteurs nucléaires de son site de Yongbyon d'ici le 31 décembre ainsi qu'à fournir, avant la fin de l'année, la liste complète de ses activités nucléaires. En contrepartie, elle doit recevoir un million de tonnes de fioul, comme prévu dans l'accord du 13 février. Enfin, les États-Unis sont chargés de superviser et de financer les activités de démantèlement.
Le département d'État des États-Unis a annoncé, le 5 novembre 2007, que des experts américains avaient engagé le processus de "démantèlement" des installations nucléaires de la Corée du Nord.

## Reprise du programme en 2008

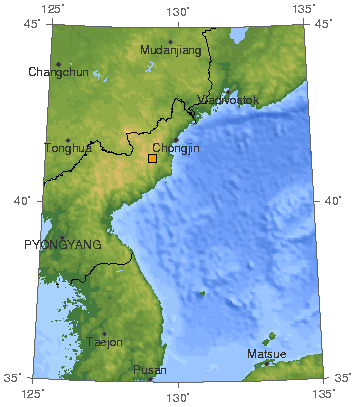
Localisation de l'essai nucléaire du 25 mai 2009.

### Suspension de l'accord de 2007
Alors que la fermeture de la centrale nucléaire de Yongbyon en juillet 2008 et le début de la destruction d'un réacteur de cette centrale le 27 juin 2008 avaient laissé entrevoir la fin du programme nucléaire militaire Nord-Coréen, la situation se dégrade de nouveau lorsque la Corée du Nord annonce fin août avoir suspendu le démantèlement de ses installations atomiques à la suite du piétinement des négociations.
En septembre 2008, le processus de réactivation de la centrale de Yongbyon est annoncé officiellement, à la suite du refus des États-Unis de retirer la Corée du Nord de la liste des États soutenant le terrorisme. Cela crée de nouvelles tensions diplomatiques, et les États-Unis retirent la Corée du Nord de la liste des États soutenant le terrorisme le 11 octobre 2008.
Le 5 avril 2009, le tir de la fusée Kwangmyŏngsŏng-2 condamné par le conseil de sécurité de l'ONU et l'arrêt de toute coopération avec l'AIEA augmentent de nouveau la tension.

### Essai nucléaire de 2009
Deux ans et demi après son premier essai, la Corée du Nord a annoncé le 25 mai 2009 avoir réalisé à 1h53 (GMT) un second essai nucléaire souterrain d'une puissance évaluée entre 10 et 20 kilotonnes par le ministère russe de la Défense et entre 2 et 4 kilotonnes par le Commissariat à l'énergie atomique français.
L'essai de 2009 suscite un nouveau tollé de la communauté internationale et une condamnation unanime du Conseil de sécurité de l'ONU. La Corée du Sud s'engage à la suite de cela pleinement à l'initiative de sécurité en matière de prolifération (PSI), ce qui est aussitôt dénoncé comme une provocation par la Corée du Nord qui dénonce l'armistice de 1953.
Après le vote à l'unanimité de la résolution 1874 alourdissant les sanctions contre le régime nord coréen le 12 juin 2009, ce dernier déclare que tout le plutonium extrait sera utilisé à des fins militaires et qu'il va commencer l'enrichissement d'uranium. Le 4 septembre 2009, il annonce être au stade final d'enrichissement d'uranium.
L'annonce le 21 novembre 2010 de la mise en service d'une usine d'enrichissement d'uranium à Yongbyon par la Corée du Nord relance et amplifie la crise alors que 48 heures plus tard l'artillerie nord-coréenne bombarde l'île sud-coréenne de Yeonpyeong.

### Accord de février 2012

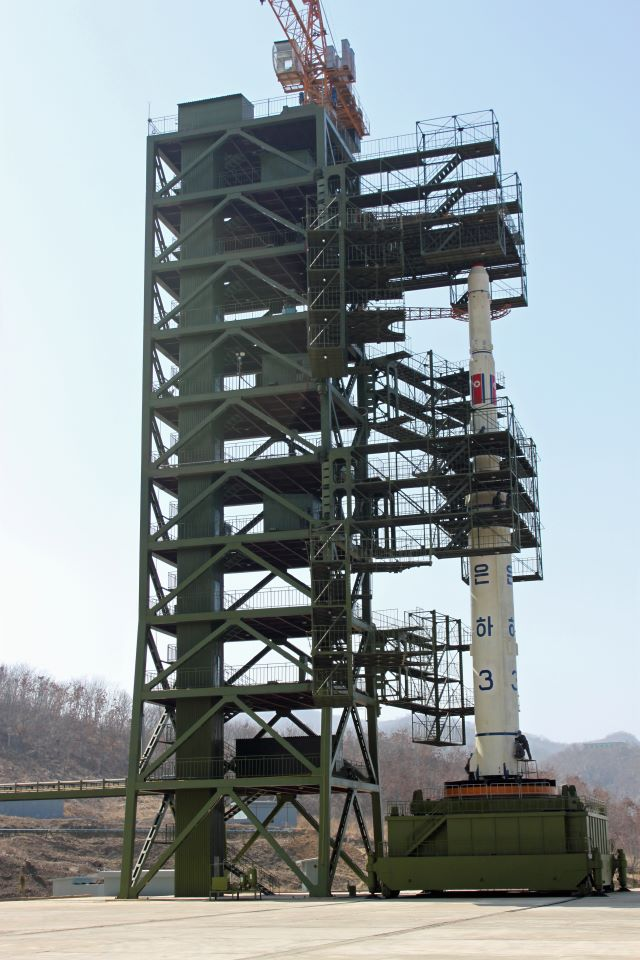
La Unha-3 sur son pas de tir avant son lancement raté du 13 avril 2012.

L'arrivée au pouvoir de Kim Jong-un fin 2011 après le décès de son père avait laissé entrevoir la possibilité d'une amélioration des relations entre la Corée du Nord et l'Occident.
Le 29 février 2012, l’administration Obama signe un accord avec la Corée du Nord concernant la distribution de 240 000 tonnes d’aide alimentaire tout au long de l’année prochaine, contre l’arrêt de tout lancement de missiles et de tout essai nucléaire.
Néanmoins, le tir d'une fusée Unha-3 emportant officiellement le satellite Kwangmyŏngsŏng-3 le 13 avril 2012 brise celui-ci et ravive l'inquiétude de la communauté internationale.

### Escalade de 2012-2017
Le 12 décembre 2012, la Corée du Nord réussit le lancement d’une fusée. Le 24 janvier 2013, deux jours après avoir été condamnée par le Conseil de sécurité des Nations unies pour le lancement de cette fusée, la Corée du Nord annonce qu'elle procédera à un nouvel essai nucléaire. À la télévision nord-coréenne, le présentateur annonce ouvertement que cet essai est dirigé contre leur « ennemi », les États-Unis. Celui-ci est effectué le 12 février 2013 et est estimé par les services sud-coréens à une puissance de 6 à 7 kilotonnes. Il est condamné par une très large majorité de la communauté internationale.
Le 5 mars 2013, la Corée du Nord menace de dénoncer l'armistice de 1953 avec la Corée du Sud. Le 7 mars 2013, alors que le conseil de sécurité doit se réunir pour discuter de nouvelles sanctions, la Corée du Nord menace d'une « frappe nucléaire préventive » : « Comme les États-Unis sont sur le point de déclencher une guerre nucléaire, nous exercerons notre droit à une attaque préventive contre les quartiers généraux de l'agresseur afin de protéger notre intérêt suprême. » a déclaré le porte-parole des affaires étrangères dans un communiqué diffusé par l'agence de presse officielle KCNA.
Le 8 mars 2013, la Corée du Nord annonce ne plus être liée par les protocoles de paix qui ont mis fin à la guerre de Corée et ferme tous les points d'accès avec la Corée du Sud. Les généraux nord-coréens affirment que leurs missiles à longue portée visent le continent américain. En mars 2013, en réaction au début de manœuvres militaires conjointes entre les États-Unis et la Corée du Sud, les avertissements, les menaces et les propos guerriers de la Corée du Nord se succèdent à un rythme quasiment quotidien.
Le 2 avril 2013, la Corée du Nord annonce qu'elle va relancer son complexe nucléaire de Yongbyon, fermé depuis 2007, afin de renforcer son arsenal nucléaire en « qualité et en quantité ».
Le 5 avril 2013, après avoir déployé un deuxième missile sur sa côte est, la Corée du Nord annonce qu'elle ne sera plus en mesure de protéger les ambassades étrangères à Pyongyang à partir du 10 avril et demande au personnel diplomatique du Royaume-Uni, de Russie et de Suède de quitter le pays. Yonhap estime que l'attaque nord-coréenne pourrait avoir lieu le 15 avril pour coïncider avec la naissance de Kim Il-sung. La marine sud-coréenne déploie deux navires dotés de systèmes de combat Aegis par mesures de précaution tandis que la république populaire de Chine a placé ses troupes en état d'alerte près de la frontière sino-coréenne.
Le 15 mai 2013, la China Construction Bank, la Banque agricole de Chine ainsi que la Banque industrielle et commerciale de Chine cessent toute transaction avec le régime nord-coréen. Il s'agit de la mesure la plus ferme prise par le gouvernement chinois contre son allié nord-coréen. Par ailleurs, la Corée du Nord rejette une proposition sud-coréenne concernant des négociations sur l'avenir du site industriel de Kaesong.
Le 17 mai 2013, selon un rapport militaire de Yonhap, la Corée du Nord disposerait de deux fois plus de lanceurs de missiles qu'estimé, 50 de moyenne portée et de 150 de courte portée, et non pas 94 comme le pensent Séoul et le Pentagone.
Le 18 mai 2013, la Corée du Nord lance trois missiles à courte portée depuis sa côte orientale en mer du Japon, deux dans la matinée et l'autre dans l'après-midi,,.
Le 31 août 2013, selon des clichés satellites, le complexe nucléaire de Yongbyon fermé depuis 2007 et techniquement à l'arrêt depuis 2008 après la destruction des tours de refroidissement, aurait relancé son activité nucléaire.
Le 28 novembre 2015, elle effectue son premier lancement d’un missile balistique KN-11/Bukkeukseong-1 depuis un sous-marin de la classe Sinpo. Celui-ci échoue.
Le 10 décembre 2015, Kim Jong-un, cité par l’agence officielle KCNA, annonce que son pays était « capable de faire exploser des bombes A et H pour défendre sa souveraineté et sa dignité » faisant explicitement référence pour la première fois à la bombe à hydrogène.
Le 6 janvier 2016, la télévision officielle annonce par la voix de Ri Chun-hee que la Corée du Nord a fait exploser une bombe H miniaturisée. Mais le succès de cet essai est mis en doute notamment par les États-Unis ou encore certains experts.
En mai 2016, lors du congrès du Parti des travaillistes de Corée, Kim Jong-Un dit vouloir améliorer les relations de la Corée du Nord avec les pays dits "hostiles" et s'engage à n'utiliser l'arme atomique que si le pays était attaqué.
Le 9 septembre 2016, une activité sismique de magnitude 5,3 est enregistrée. Les autorités nord-coréennes confirment quelques heures plus tard que cette activité était liée à un essai nucléaire souterrain, le plus puissant mené jusqu'à présent par le pays.
En septembre 2016, le Council on Foreign Relations suggère d'adopter une politique plus agressive vis-à-vis de la Corée du Nord, « y compris par des actions politiques et militaires qui menaceraient directement l'existence du régime nord-coréen ». Le secrétaire d’État Rex Tillerson évoque également l'éventualité d'une action préventive contre la Corée du Nord.
Le 14 mai 2017, la Corée du Nord réussit un nouveau tir de missile et dit être en mesure de porter une puissante tête nucléaire. Le 30 juillet 2017, les États-Unis testent avec succès l'interception d'un missile balistique à portée intermédiaire. Le 3 septembre 2017, un nouvel essai nucléaire a lieu, impliquant probablement pour la première fois une bombe H. En réponse à la continuité du programme nord-coréen, Donald Trump se déclare prêt, devant l’Assemblée générale des Nations unies, à « détruire complètement la Corée du Nord », tout en annonçant de nouvelles sanctions. Les États-Unis déploient en Corée du Sud le système de missiles antibalistiques Thaad.

## Vecteurs
Début 2016, l’arsenal nord-coréen est estimé à 10  et   16 bombes atomiques, mais il pourrait compter de 20 à 30 unités d'ici 2020.
Le 28 novembre 2017, après avoir testé un missile balistique qui aurait parcouru environ 1 000 km avant de s'abîmer en mer, la Corée du Nord affirme être devenue un Etat nucléaire capable de frapper les États-Unis.
En dehors de ses missiles, dont on ne sait pas clairement s’ils peuvent embarquer des armes nucléaires, la Force aérienne populaire de Corée pourrait déployer son arsenal atomique avec la soixantaine de Iliouchine Il-28 datant des années 1950 et la quinzaine de Soukhoï Su-7 dont elle dispose. Cependant, certains médias sud-coréens estiment qu’une partie des Chengdu J-7 et des Mikoyan-Gourevitch MiG-23 seraient aptes à ce type de missions.